# Истински лъжи
„Истински лъжи“ (на английски: True Lies) е американска екшън комедия от 1994 г. Сценарист и режисьор е Джеймс Камерън, а главните роли се изпълняват от Арнолд Шварценегер и Джейми Лий Къртис. „Истински лъжи“ е римейк на френския филм „La Totale!“, режисиран от Клод Зиди.

## Сюжет
Внимание:  Текстът по-долу разкрива сюжета на произведението (или части от него)!
Хари Таскър е принуден да води двоен живот. За семейството Хари е служител на компания за компютърна търговия, а за американското правителство е таен агент, работещ в секретния отдел за национална сигурност „Омега“. След една от операциите, Хари и колегите му получават информация, че милиардерът Джамал Халед, който тайно подкрепя терористи, е превел огромно количество пари, за да извърши своеобразно „отмъщение“, в което е замесен един от най-опасните терористи – Салим Абу Ази – „Пустинният паяк“. Използвайки познанството си с търговката на антики Джуно Скинър, която е съучастник на терористите, Хари се опитва да разбере какво замислят престъпниците. Но той в крайна сметка е изобличен и започва лов за него.
Докато съпругът ѝ отново спасява САЩ и света от плановете на терористите, Хелън, съпругата на Хари, става жертва на мошеника Саймън. Той е жалък търговец на коли втора ръка, но се представя на самотни омъжени жени като „таен агент“ и ги вкарва в мистериозни „тайни операции“. Отегчени от обикновения незабележителен живот, жените охотно вярват на мошеника и често се оставят да бъдат съблазнени. В мрежите на Саймън попада и съпругата на Хари, която от една страна се страхува ужасно да признае всичко на съпруга си, но от друга страна иска нови емоции. Хари разбира за това и трудно се въздържа да не направи ужасен семеен скандал. Но осъзнавайки, че съпругата му жадува за приключения, Хари, използвайки официалното си положение и средства, „отвлича“ собствената си жена по време на „тайна“ среща със Саймън и я прави свой „таен агент“. Скоро Хелън получава първата „задача“: да изиграе проститутка, да отиде в стая в скъп хотел и да изтанцува „танц в скута“ за някакъв „важен джентълмен“, който е самият Хари. Нищо неподозиращата Хелън танцува пред съпруга си, романтичният край е близо, но тук съвсем неочаквано за съпрузите се намесват истински терористи. Те отвличат Хари и Хелън и настояват Хари да изпълни техните искания.
Оказва се, че две ядрени бойни глави са закупени с парите на милиардера, а Хари, като таен агент на САЩ, трябва да потвърди че терористите ги притежават. Терористите взривяват една от ядрените бомби на малък остров близо до брега, но искат да взривят друга бомба някъде в САЩ. Хари влиза в дуел с бандитите и тогава шокираната Хелън за първи път вижда кой всъщност е съпругът ѝ, когото тя смята за скучен, обикновен и непохватен. С помощта на съпругата си Хари унищожава по-голямата част от терористите, но техният лидер „Пустинният паяк“ с няколко поддръжници успява да избяга. Вземайки дъщерята на Хари за заложник и скривайки се в недовършен небостъргач, Салим Абу Ази заплашва да взриви втората бомба. Хари сам пилотира изтребител Harrier AV-8, който участва в антитерористичната операция, за да спаси дъщеря си Дана. Спасителната операция завършва успешно.
Година след описаните по-горе събития, Хари продължава опасната си работа като таен агент, но вече с нов партньор – собствената си съпруга.

## Актьорски състав
| Актьор             | Роля                                                                               |
| ------------------ | ---------------------------------------------------------------------------------- |
| Арнолд Шварценегер | Хари Таскър / Хари Ранкуист – агент под прикритие, представящ се за търговец       |
| Джейми Лий Къртис  | Хелен Таскър – съпруга на Хари Таскър                                              |
| Том Арнолд         | Алберт „Гиб“ Гибсън – таен агент, колега и приятел на Хари Таскър                  |
| Арт Малик          | Салим Абу Азиз – мюсюлмански терорист с прякор „Пустинен паяк“                     |
| Бил Пакстън        | Саймън – търговец на употребявани коли                                             |
| Тия Карере         | Джуно Скинър – търговка на антики и терористка                                     |
| Илайза Душку       | Дана Таскър – дъщеря на Хари Таскър                                                |
| Грант Хеслов       | Фейсил – компютърен специалист, колега на Хари Таскър                              |
| Чарлтън Хестън     | Спенсър Трилби – шеф на секретното подразделение „Омега“ и началник на Хари Таскър |
| Маршал Манеш       | Джамал Халед – милиардер, който тайно финансира терористи                          |
| Офер Самра         | Юсиф – терорист, който напада Хари Таскър в мъжката тоалетна                       |

## Интересни факти
- По време на сцената с конната езда на покрива на небостъргач, конят едва не хвърля Арнолд Шварценегер от височина 30 метра. Каскадьорът Били Лукас спасява Шварценегер от неизбежна смърт като му помага да скочи навреме от седлото.
- През 1994 г. „Истински лъжи“ е най-скъпият филм в света и първият филм, надвишаващ 100 милиона долара.
- Сцената с танго в началото на филма е заснета в историческото имение и паметник на културата „Rosecliff“ в Роуд Айлънд, а финалното танго е заснето в луксозния хотел „Millennium Biltmore“ в центъра на Лос Анджелис.
- Тъй като сцената с танго Шварценегер трябва да изиграе без дубльор, той посещава уроци по танци в продължение на няколко месеца, за да се научи да танцува що-годе прилично.
- Режисьорът Джеймс Камерън веднага пожелава да назначи актьора Том Арнолд за ролята на партньор на Шварценегер. Точно в този момент обаче Арнолд води изключително скандално дело за развод и студиото в началото се страхува да вземе актьор с такава репутация. Уморен от преговаряне, Камерън поставя ултиматум на студиото – или Арнолд играе, или да търсят друг режисьор, и актьорът получава ролята.
- В една от сцените на филма героят на Том Арнолд, след като чува от Шварценегер новината за романса на жена си, започва възмутен да говори за това как втората му съпруга го е оставила и дори е взела леда от хладилника. Това е препратка към истинския развод на Том Арнолд с актрисата Розана Бар, която, както се съобщава в пресата, след развода взела дори кубчетата лед от хладилника.
- На въпрос по време на интервю с Арнолд Шварценегер дали съпругата му се притеснява, че той ще гледа сцената със стриптийза в „Истински лъжи“, Арнолд казва, че съпругата му вече се е интересувала от този проблем и той я е уверил, че това са най-отвратителните часове на снимачната площадка в неговия живот.
- Първоначално студиото събира цял екип от писатели, които трябва да финализират сценария и да го изпълнят с различни шеги. Крайният резултат толкова не допада на режисьора Джеймс Камерън, че той всъщност пренаписва напълно сценария, оставяйки само няколко сцени от предишния.
- Планирано е героинята на Джейми Лий Къртис в стриптийз сцената да бъде напълно гола. Но когато снимките започват, тази идея отпада, решавайки да оставят Къртис по бельо.
- По време на изпълнението на стриптийза Джейми Лий Къртис е много нервна и наистина пада точно по време на снимките на поредния дубъл. Джеймс Камерън смята, че това най-точно предава характера и състоянието на героинята на Къртис в този момент и във филма е използван точно този „нещастен“ дубъл с падането.
- Началната сцена на филма е заснета в много студено време и тъй като в имението няма отопление, всички статисти са много премръзнали, понеже няма достатъчно палатки за целия снимачен екип. За този снимачен ден на всички са платени 50 долара повече от обещаното.
- Първоначално режисьорът Джеймс Камерън планира Джоди Фостър за ролята на съпругата на Шварценегер и тя дори се съгласява с предложението му. Продължителното заснемане на филма „Нел“ обаче не позволява на Фостър да участва в този проект и ролята отива при Джейми Лий Къртис.
- Актрисата Джейми Лий Къртис печели „Златен глобус“ за ролята си в този филм – „Най-добра актриса във филм (мюзикъл или комедия)“.

## Дублажи

### Канал 1(БНТ)
| Преводач            | Тодор Николов                                                                            |
| Режисьор на дублажа | Петя Силянова                                                                            |
| Тонрежисьор         | Елена Симеонова                                                                          |
| Озвучаващи артисти  | Ася Братанова Татяна Петрова Станислав Пищалов Петър Върбанов Тодор Николов Христо Бонин |

### bTV
| Преводач            | Живко Тодоров                                                                   |
| Режисьор на дублажа | Албена Павлова                                                                  |
| Тонрежисьор         | Стефан Македонски                                                               |
| Озвучаващи артисти  | Татяна Захова Петя Абаджиева Калин Сърменов Александър Воронов Здравко Методиев |